# 경남의 새 아침
강민규의 경남의 새 아침은 TBN 경남교통방송(창원 FM 95.5MHz, 진주 FM 100.1MHz)에서 주말 아침 7시부터 8시 53분까지 방송되는 경남권 지역의 주말 아침 라디오 프로그램이다.

## 프로그램 소개
- 바쁜 일상에서 벗어난 즐거운 주말. 듣기 좋은 음악들로 다음 주를 활기차게 보낼 수 있는 에너지를 재충전 하도록 해드립니다.

## 요일코너

### 토요일
- 설레는 퀴즈! : 다양한 레퍼토리의 정답과 함께하는 퀴즈 코너
- 주말엔 은지랑~! : 매주 주제에 따른 청취자들의 사연을 취재 인터뷰로 직접 들어보고 신청곡까지 듣는 시간(하은지 리포터)

### 일요일
- 찰떡같은 띠동갑 뮤직 : 무려 12년! 띠동갑 차이가 나도 찰떡같이 통하는 노래들을 만나봅니다. 여전한 감성과 이야기는 음악을 타고~
- 시시한 '여덟, 시' : 아침을 여는 시간 여덟시, 시와 살아가는 이야기로 여유로운 일요일 오전을 보내보는 건 어떠세요?